# Markus Reuter
Markus Reuter (* 3. září 1972) je německý hudebník a hudební producent. Studoval hru na mandolínu, kytaru a klavír. Od roku 1999 spolupracuje s elektronickým hudebníkem Ianem Boddym, s nímž do roku 2013 vydal pět společných alb. Roku 2010 nahradil Michaela Berniera ve skupině Stick Men; skupina vystupuje jak samostatně, tak i jako zdvojené trio s kapelou Adrian Belew Power Trio pod názvem The Crimson ProjeKct. V roce 2011 Reuter hrál na albu Grace for Drowning anglického hudebníka Stevena Wilsona.